# Tatjana Sergejewna Andrjuschina
| Medaillenspiegel           |     |     |     |
| Fechtweltmeisterschaften   | 1 × | 1 × | 0 × |
| Fechteuropameisterschaften | 0 × | 1 × | 0 × |
| Universiade                | 0 × | 0 × | 1 × |

Tatjana Sergejewna Andrjuschina (russisch Татьяна Сергеевна Андрюшина; * 26. Juni 1990 in Woskressensk, Russische SFSR, Sowjetunion) ist eine russische Degenfechterin. Die Rechtshänderin begann 2002 mit dem Fechtsport und ficht zurzeit beim ZSKA Moskau.

## Erfolge
Bei den Weltmeisterschaften 2010 in Paris belegte die 1,76 m große Andrjuschina zusammen mit Wioletta Kolobowa, Tatjana Logunowa und Olga Kotschnewa den 6. Platz mit der russischen Degen-Mannschaft. Bei den Europameisterschaften 2013 in Zagreb belegte sie mit der russischen Degen-Mannschaft (mit Wioletta Kolobowa, Anna Siwkowa und Jana Swerewa) ebenfalls den 6. Platz.
Bei den Weltmeisterschaften 2013 in Budapest gewann Andrjuschina zusammen mit Wioletta Kolobowa, Anna Siwkowa und Jana Swerewa die Goldmedaille. Bei den Weltmeisterschaften 2019 in Budapest gewann sie zusammen mit Wioletta Kolobowa, Ljubow Schutowa und Wioletta Chrapina die Silbermedaille. Bei den Europameisterschaften 2019 in Düsseldorf gewann sie mit der gleichen Degenmannschaft die Silbermedaille.
Bei der Sommer-Universiade 2011 in Shenzhen belegte Andrjuschina den dritten Platz mit der russischen Mannschaft. 2016 wurde sie Dritte beim World-Cup.